# オマーン

オマーン国
سلطنة عمان

国の標語：なし
国歌：نشيد وطني عماني
スルタンの賛歌

オマーン国（オマーンこく、アラビア語：سلطنة عمان）、通称オマーンは、中東・西アジアに位置する絶対君主制国家。首都はマスカット。
アラビア半島の東端にあり、アラビア海（インド洋）とオマーン湾に面する。北西にアラブ首長国連邦（UAE）、西にサウジアラビア、南西にイエメンと隣接し、更にUAEを挟んだムサンダム半島先端部に飛地（ムサンダム特別行政区）を擁する。石油輸出ルートとして著名な、ペルシャ湾とアラビア海を結ぶホルムズ海峡の航路もオマーン飛地の領海内にある。

## 国名
正式名称はسَلْطَنَةُ عُمَان (salṭanat ʿumān サルタナト・ウマーン)。通称、عُمان (ʿumān ウマーン)。アラビア語表記をそのまま発音すると「ウマーン」になるが、現地の口語では「オマーン」に近い発音である。かつてはマスカット・オマーン土侯国という国名を用いていた。
国名の由来としては「滞在地」を意味する古アラビア語や人名が地名化したとする説がある。
公式の英語表記はSultanate of Oman ([ˈsʌltəˌnɛɪt ʌv oʊˈmɑːn])。また、英語で「オマーンの国民」や「オマーンの」を表現する時は"Omani"を用いる。
日本語では正式な場面では「オマーン国」と呼ばれ、「オマーン」と通称される。駐日オマーン大使館が日本経済新聞に掲載した広告では「オマーン・スルタン国」を自称している。

## 歴史
- 紀元前3千年紀 アフダル山脈（英語版）にあるバット遺跡の銅がシュメール（ジェムデト・ナスル期）に輸出されていた。
- 紀元前2世紀ごろ アラブ人が移動・定住。
- 7世紀 イスラームに改宗し、当時影響力を及ぼしていたペルシア人勢力を追放。
- 1509年 ポルトガル人が渡来。16世紀初頭にポルトガルの支配下に入る。
- 1650年 ヤアーリバ朝がポルトガルからマスカットを奪回し、オマーン全土を回復。この後、19世紀末までオマーンの商船はインド洋全域を商圏とし、東アフリカ海岸部を勢力下に置いた（オマーン海洋帝国）。
- その後、ヨーロッパ列強が東洋進出への拠点として利用した。イギリスとフランスの争奪戦が起こり、18世紀の末、イギリスがオマーンと同盟条約を結んだ。
- 1741年 現ブーサイード朝（アラビア語：آل بوسعيد）による支配が始まる。
- 1798年 グワーダル（現在のパキスタン南西部）がオマーンの飛地となる。
- 1804年 サイイド・サイード（サイード大王）第5代スルタンに即位。
- 1820年 オマーン帝国（アラビア語: مسقط وعمان）成立（Persian Gulf campaignの休戦協定をトルーシャル首長国と締結）。

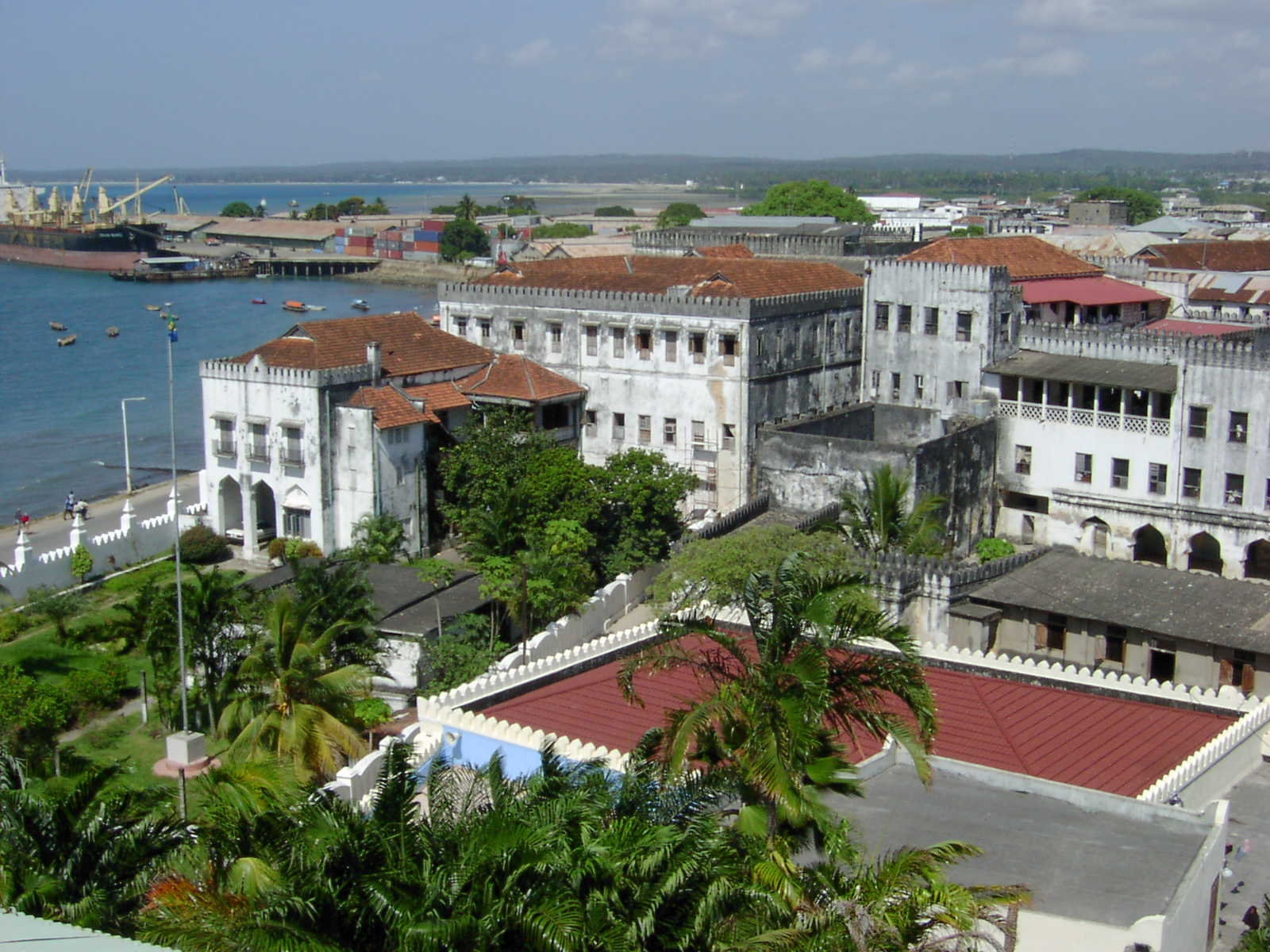
ザンジバルのスルターン宮殿

- 1832年 東アフリカ沿岸の奴隷・象牙・香辛料貿易の拠点でもあったザンジバルに遷都。オマーン、全盛期を迎える。
- 1856年 サイード大王、死去。国土はオマーンとザンジバルに分割される。帆船（ダウ船など）から蒸気船の時代となり、オマーンは急速に衰退する。
- 1891年 イギリスの保護国となる。
- 1954年 アフダル山でジェベル・アフダル戦争（英語版）（1954年-1959年）が始まる。
- 1963年12月10日 ザンジバル王国が成立。
- 1964年1月12日 ザンジバル革命でザンジバル人民共和国（後にアフリカ大陸本土側のタンザニアと統合）が成立。
- 1965年 南部のドファール地方でドファール解放戦線（Dhofar Liberation Front）によるドファールの反乱（英語版）（1962年-1976年）が激化。
- 1967年 石油輸出を開始。
- 1970年 皇太子カーブースがクーデターを起こし、父王サイードを追放、自身は国王に即位。また、国名をマスカット・オマーンから現国名「オマーン」に改める。
- 1971年 イギリス保護領より独立し、国際連合に加盟。
- 1972年7月19日 オマーン解放人民戦線によるミルバートの戦いが勃発。
- 1991年 立法権のない諮問議会の設置。
- 1997年 立法権のない国家評議会の設置。
- 2000年 世界貿易機関（WTO）に加盟。
- 2011年 アラブの春に触発された反政府運動（英語版）。
- 2020年 ハイサム・ビン・ターリク・アル＝サイードが国王即位（1月11日）[3]。

## 政治

### 絶対君主制

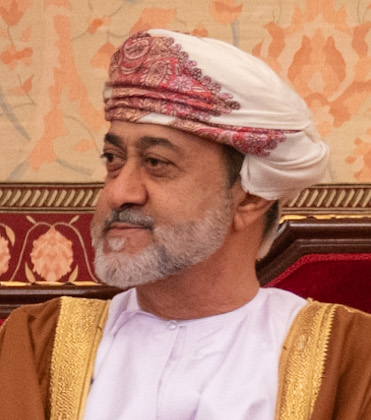
現国王ハイサム・ビン・ターリク・アール＝サイード

国王（スルタン）が政務を取り仕切る絶対君主制。国王は首相、外務大臣、国防大臣、財務大臣、軍最高司令官を兼任し、全ての法律は王室政令として発布され、行政官や裁判官の任免権も持つなど、絶大な権力を保持している。絶対君主制を維持しつつも、前国王カーブース・ビン・サイードは、近代的な法律の制定や諮問議会・国家評議会（いずれも政治的実権は持たない）の設置、毎年の地方巡幸などを通じて民心の掌握に努めていたため、体制の基盤は安定している。また、産油による高い国内総生産（GDP）も政治の安定に寄与している。2020年1月、長年在位したカーブースが崩御し、従兄弟にあたるハイサム・ビン・ターリク・アール＝サイードが即位した。

## 外交
オマーンは湾岸協力会議（GCC）の一員ではあるが、GCC盟主であるサウジアラビアとは一線を画し、多方面との友好関係を模索しており「全方位平和外交」とも称される。イランと良好な関係を有し、サウジアラビアなどによる対カタール断交にも参加しなかった（2017年カタール外交危機）。
一方で2018年10月には、イランや多くのイスラム教徒が敵視するイスラエルのベンヤミン・ネタニヤフ首相の公式訪問を受け入れた。

### 日本との関係
前国王（スルタン）カーブース・ビン・サイードの祖父に当たる先々代国王タイムール・ビン・ファイサルは退位後の船旅で1935年に訪れた神戸で出会った日本人の大山清子と結婚しており、二人の間の子がブサイナ・ビント・タイムール王女である（前国王カーブースにとっては叔母にあたる）。
マスカットでは「オマーン・日本友好協会」が日本語教育などの活動を続けている。2001年には、マスカット近郊のナシーブ・マスカット公園の敷地にオマーン平安日本庭園が開園した。GCC諸国では最初の日本庭園である。
2011年（平成23年）3月に東日本大震災が日本で発生した際には、オマーンの王族系の企業から迅速な支援のために福島県南相馬市の落合工機に26億円の発注がされて話題となった。また、同年9月には日本人女性書道家・矢部澄翔がオマーンを訪問、18の学校や機関で書道の指導やパフォーマンスを行った。
駐日オマーン大使館は東京都渋谷区広尾四丁目にあり、広尾ガーデンヒルズと外苑西通りに挟まれた場所に位置している。駐日オマーン大使館は2009年（平成21年）5月まで、「お万（おまん）榎」で知られる、千駄ヶ谷・榎坂に所在していた。
2012年に、オマーン・日本外交関係樹立40周年を迎えた。外交樹立40周年記念特別企画として、茨城県つくば市にある地質標本館にて特別展「砂漠を歩いてマントルへ -中東オマーンの地質探訪-」が2011年4月〜7月に開催された。

## 軍事
陸海空三軍からなる。前述のとおりイランとの関係は比較的良好だが、歴史的にペルシア（現在のイラン）に幾度も支配された経緯もあり、海軍はイランと接するホルムズ海峡に主力を置いている。植民地であった関係からイギリス軍と関係が深い。イラク戦争やアメリカのアフガニスタン侵攻ではアメリカ軍に協力している。

## 地理

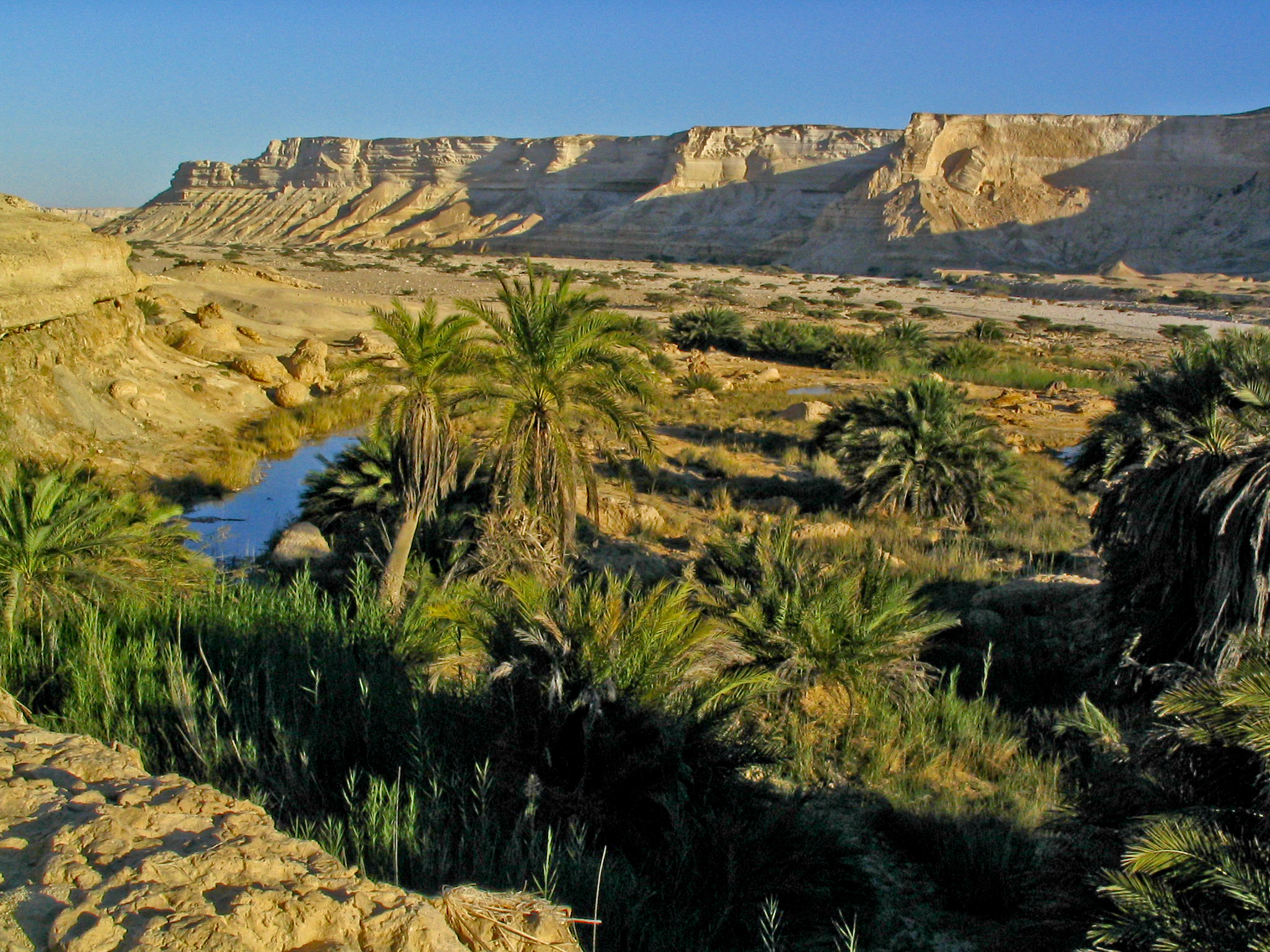
内陸のオアシス

国土面積は約30万9500平方キロメートルで、3165キロメートルの海岸線を有する。
北西部にはハジャル山地、南部にはカラー山地が連なる。南部にワジ多数。また、飛地としてペルシア湾とホルムズ海峡に臨むムサンダム半島（ムサンダム特別行政区）とマダを領有する。最高地点はアフダル山地のシャムス山 (標高3075 m) である。
本土北部はオマーン湾とアラビア海（インド洋）に面する。東部沿岸沖にはマシーラ島が、南西海岸沖の40 kmにはクリアムリア諸島がある。全土が砂漠気候に属し、ワジを除き通常の河川が存在しない。古代より乳香の産地として知られる。マスカット、ソハール、スールといった都市が北部に、サラーラが南部にある。マスカットの年間降水量は100 mmで、降雨は12月〜4月にある。最高気温は5月から9月にかけ35 ℃を超える。南部のドファール地域はインド洋のモンスーンの影響を受け6月から9月にかけ降雨が多く、海岸で霧が発生し、ココナツヤシの成長を助ける。
国民生活や経済活動を支えてきた地下水は有事のために温存し、平時に使う水は海水淡水化で賄う事業を進めており、日本の伊藤忠商事などからプラントを導入している。海水淡水化プラント自体はオマーン国内に3つほどしかなく、雨水も多用している。

## 経済

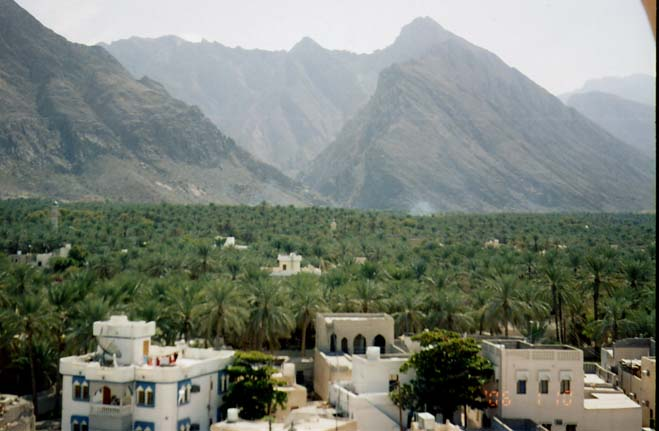
北部のバティナ地区のナツメヤシ農園

国際通貨基金（IMF）の統計によると、2019年のオマーンの国内総生産（GDP）は793億ドルであり、日本の岡山県とほぼ同じ経済規模である。同年の一人当たりGDPは1万8970ドルである。
オマーンは先々代サイード国王の下で鎖国的政策が行われ、経済は停滞していた。1970年に就任したカーブース国王は開国と近代化政策を進め、国内経済は大きく成長を遂げた。オマーンの鉱業の中心は原油生産（4469万トン、2003年時点）で、輸出額の76.7 %を占めており、天然ガスも産出する。原油関連設備の近代化による収入の安定はオマーンの成長に大きく寄与している。金属資源としては、クロム鉱石、銀、金を採掘するものの、量が少なく重要ではない。
歳入を原油と天然ガスに依存する脆弱な歳入構造に加え、補助金や公務員給与に多大な支出を行っていることから、恒常的に財政赤字となっているため、日本では財政政策の助言などを行っている。2019年に公表した国家戦略『オマーン・ビジョン2040』ではGDPに占める非石油部門の比率を現状の6割程度から9割以上に引き上げる目標を掲げ、2020年に「石油・ガス省」を「エネルギー・鉱物資源省」に改組した。後述する経済特区による貿易・工業の拠点化だけでなく、太陽光発電や風力発電を増やして海水を電気分解して得る「グリーン水素」の生産を目指している。
オアシスを中心に国土の0.3 %が農地となっている。河川がないという悪条件にもかかわらず、人口の9 %が農業に従事している。主な農産物は、ナツメヤシ（25万トン、世界シェア8位、2002年時点）。穀物と根菜では、ジャガイモ（13キロトン）の生産が最も多い。その他、冬場の日本での生鮮サヤインゲンの流通を補うため、日本向けサヤインゲンの大規模生産も行われており、冬場のシェアは9割に達していたが流通コストの問題で中断している。
日本の水産事業者により水産部門の開拓が行われており、タコやタチウオの輸出が計画されている。
オマーンは東アフリカ、中東、ペルシア湾岸、インドを結ぶ航路を扼する、戦略的に重要な位置にある。特に南部のサラーラには経済特区や大きなコンテナ港が設置されている。これらの経済政策で外資企業の誘致を進めている。マスカットとサラーラの中間にある東部沿岸のドゥクムでも港湾と製油所などを組み合わせた経済特区を開発中である。こうした対外開放・工業化政策の背景には、石油の可採年数（埋蔵原油を商業ベースで開発可能な年数）が2018年時点であと15年程度という事情がある。
紀元前4千年前から利用されてきた乳香は現在でも自生・栽培しており、イスラム圏で広く使用される。

## 交通

### 道路
国内では日本車のシェアが大きい。

### 鉄道
現在、オマーン国内に鉄道は通っていない。

### 空港
- マスカット国際空港
- サラーラ国際空港
- ドゥクム国際空港（英語版）
- ハサブ空港

## 国民
| 国籍         | 国籍         | 国籍 | 国籍  | 国籍  |
| ------------ | ------------ | ---- | ----- | ----- |
|              |              |      |       |       |
| オマーン国籍 | オマーン国籍 |      | 70.6% | 70.6% |
| 外国籍       | 外国籍       |      | 29.4% | 29.4% |

2020年時点の人口は約448万人（オマーン国立情報・統計センター）。
2010年の調査によると、全人口に占めるオマーン国籍の割合は70.6 %、外国人労働者は816,000人を数え、29.4 %を占める。大半のオマーン人はアラビア半島に祖先を持つアラブ人であるが、現在のパキスタン南部を起源とするバローチ人や中央アジアやイランを起源とするアジャム人のほか、東アフリカにルーツを持つものもいる。外国人労働者のうちインド人が465,660人を数える他、バングラデシュ人が107,125人、パキスタン人が84,658人などとなっている。家政婦として働くインドネシアやフィリピンから来た東南アジア人女性も多い。外国籍のアラブ人は68,986人を数える。

### 言語
公用語はアラビア語。バローチ語や南アラビア諸語のシャフラ語も広く使われる。その他、スワヒリ語や外国人労働者の言語（ヒンディー語、シンド語、ウルドゥー語、タミル語、タガログ語）なども使われている。また、イギリス植民地であったことから英語は広く使われている。
アラビア語の口語（アーンミーヤ）として、オマーン方言、ドファール方言、シフフ方言、湾岸方言が使われている。

### 宗教
宗教はおよそ3/4がイスラム教のイバード派、1/4がスンナ派に属している。さらに、外国人労働者の間ではヒンドゥー教やキリスト教が信仰されている。宗教のほか人種や性別による差別は法で禁じられている。

## 教育
オマーンの教育制度は小学校6年間、中学校3年間、高校3年間、大学4年間の、6・3・3・4制である。教育は博士課程まで無償である。

### 食文化

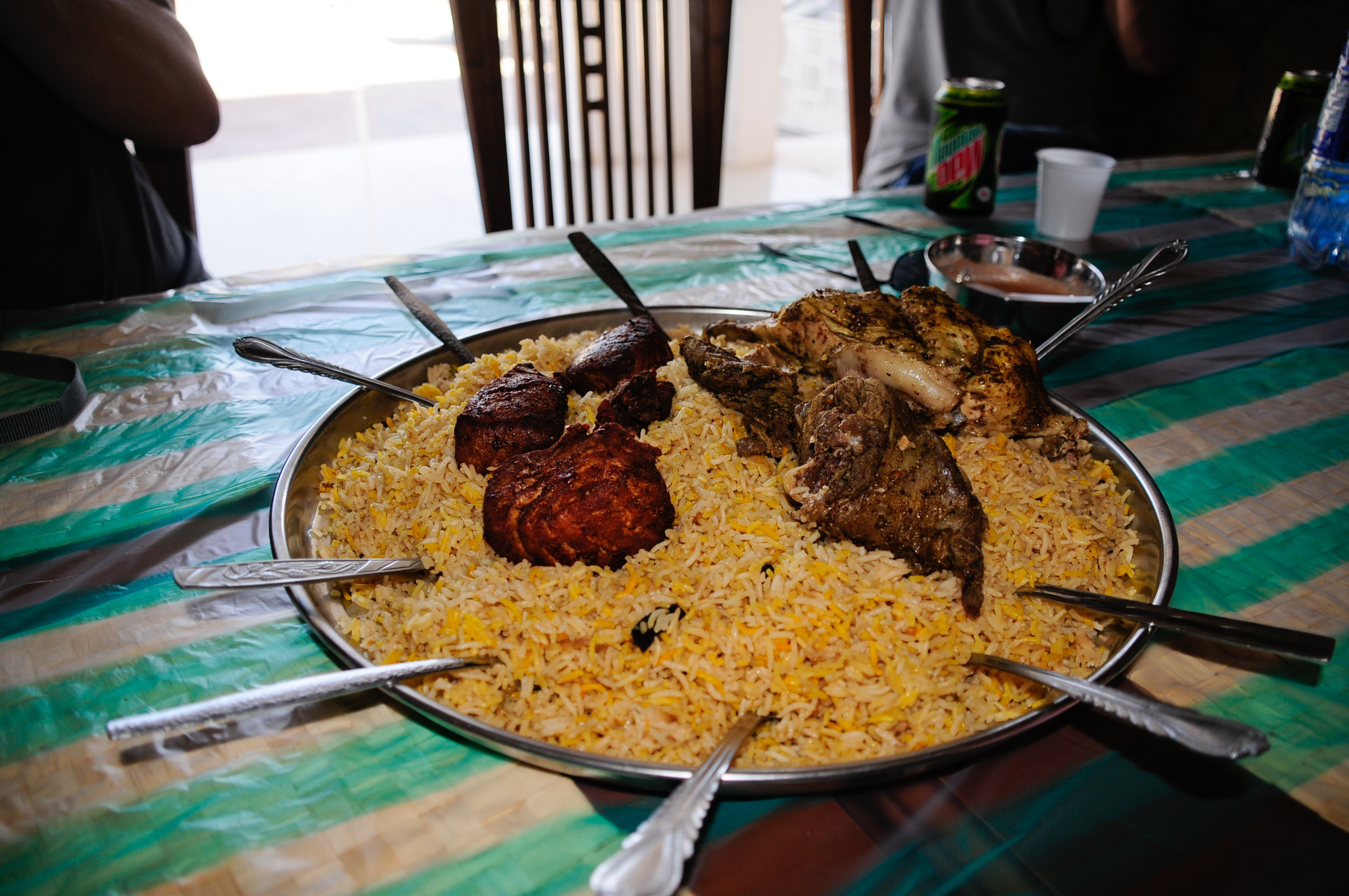
オマーンの伝統料理（Maqbous）

## 文化

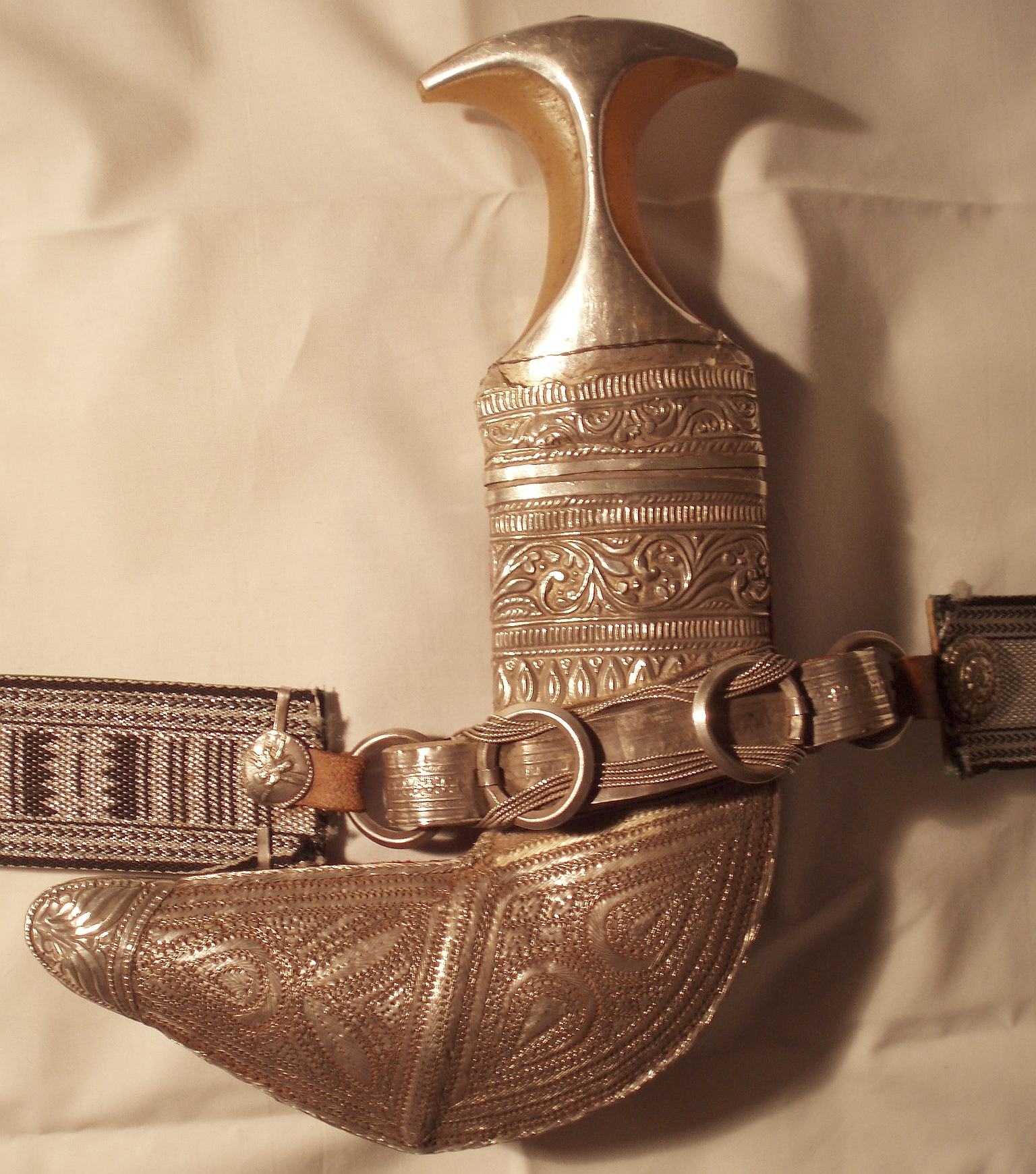
伝統的な短剣のハンジャル

### 世界遺産
オマーン国内には文化遺産が4件登録されている。かつて自然遺産も1件存在していたが、2007年に登録を抹消されている。

### 祝祭日
| 日付     | 日本語表記                                 | 現地語表記 | 備考               |
| -------- | ------------------------------------------ | ---------- | ------------------ |
| 1月1日   | 元日                                       |            |                    |
| 7月23日  | ルネサンスの日                             |            | 国王の即位日を記念 |
| 11月18日 | ナショナルデー                             |            | 国王の誕生日を記念 |
| 移動祝日 | ヒジュラ暦新年                             |            | ヒジュラ暦による   |
| 移動祝日 | ムハンマド生誕祭                           |            | ヒジュラ暦による   |
| 移動祝日 | 預言者昇天祭                               |            | ヒジュラ暦による   |
| 移動祝日 | ラマダーン明け祭（イード・アル＝フィトル） |            | ヒジュラ暦による   |
| 移動祝日 | 犠牲祭（イード・アル＝アドハー）           |            | ヒジュラ暦による   |

### スポーツ
サッカー
オマーン国内ではサッカーが最も人気のスポーツとなっており、1976年にサッカーリーグのオマーンリーグが創設された。オマーンサッカー協会（OFA）によって構成されるサッカーオマーン代表は、これまでFIFAワールドカップには未出場である。しかしAFCアジアカップには4度出場しており、2019年大会ではベスト16の成績を収めた。オマーン出身の著名な選手としては、イングランド・プレミアリーグで長年活躍したアリ・アル・ハブシが知られている。
クリケット
クリケットも人気スポーツの一つである。クリケットは1970年代に海外駐在員によって持ち込まれ、国内競技連盟であるオマーンクリケットは1979年に設立された。2000年に国際クリケット評議会に加盟し、2014年に準会員に昇格した。オマーン代表は大きな進歩を遂げ、2016年と2021年に2大会連続でICC T20ワールドカップに出場した。2016年大会ではアイルランド代表に勝利し、最大の番狂わせの一つを引き起こした。2021年大会はアラブ首長国連邦との共催での開催国となった。2019年にはODIステータスを獲得するなど中東を代表する国の一つとなった。オマーンの外国人労働者の大半がクリケットが非常に盛んなインドを中心とした南アジア出身者で占めていることもクリケット人気の要因の一つに挙げられる。

## 治安
オマーンの治安は比較的安定しているが、治安の悪い隣国イエメンの影響を受ける可能性があり、注意が必要である。また、日本よりは犯罪件数は高く、油断は禁物である。